# اودا نوبویوکی
اودا نوبویوکی (به ژاپنی: 織田 信行 Oda Nobuyuki) یا اودا نوبوکاتسو
(به ژاپنی: 織田 信勝 Oda Nobukatsu) (۱۵۳۶ – ۲۲ نوامبر، ۱۵۵۷) پسر اودا نوبوهیده و برادر کوچکتر اودا نوبوناگا بود که در طول دوره سنگوکو در ژاپن زندگی می‌کرد.
نوبویوکی در برابر برادر خود نوبوناگا با هایاشی هیده‌سادا و شیباتا کاتسوایه اقدام به توطئه کردند. در پی آن قلعه سوئه‌موری که متعلق به نوبویوکی بود توسط ایکه‌دا تسونه‌اوکی تصرف شد. هر چند هایاشی و شیباتا در امان ماندند، اما نوبویوکی در این حمله کشته شد.

## خانواده
- پدر: اودا نوبوهیده (۱۵۱۰–۱۵۵۱)
- برادران
  - اودا نوبوهیرو (مرگ ۱۵۷۴)
  - اودا نوبوناگا (۱۵۳۴–۱۵۸۲)
  - اودا نوبوهارو (۱۵۷۰–۱۵۴۵)
  - اودا نوبوکانه (۱۵۴۸–۱۶۱۴)
  - اودا ناگاماسو (۱۵۴۸–۱۶۲۲)
  - اودا نوبوتوکی (مرگ ۱۵۵۶)
  - اودا نوبواوکی
  - اودا هیده‌تاکا (مرگ ۱۵۵۵)
  - اودا هیده‌ناری
  - اودا نوبوترو
  - اودا ناگاتوشی
- خواهران:
  - اوایچی (۱۵۴۷–۱۵۸۳)
  - اواینو